# エルフオールスターズ脱衣雀2
『エルフオールスターズ脱衣雀2』（- だついじゃん2）は、エルフより2001年11月22日に発売されたアダルトゲーム。

## 概要
『エルフオールスターズ脱衣雀』シリーズ第2作。基本的なゲームシステム、麻雀ルール、マップ上の施設などは前作同様。ただし、脱衣イベントには変更が加えられており、単に脱衣後グラフィックが表示されるのではなく、合間にはアニメーターの作画による脱衣アニメーションムービーが流れるようになった。要は、『スーパーリアル麻雀』シリーズに代表されるアーケード脱衣麻雀と同種のものであるが、ヒロイン達に関してはアダルトゲームゆえに、最後の1枚を脱がせた後は全裸だけに終わらず、それぞれとのセックスも楽しめるようになっている。

## 登場キャラクター
- 『鬼作』から
  - 末広 円香
  - 姫野 優里
  - 三波 撫子
  - 伊頭 鬼作
  - 杉本 大造
  - 姫野 達也
- 『リフレインブルー』から
  - 深景
  - 早瀬 雫
  - 川奈 由織
  - 管理人
  - ユウキ
  - 伊藤
- 『野々村病院の人々』から
  - 伊藤 涼子
  - 間宮 千里
  - 野際 美保
  - 川崎 勉造
  - 西条 貴文
  - 漆原 譲治

- 『愛姉妹 二人の果実』から
  - 北沢 智子
  - 北沢 留美
  - 北沢 幸絵
  - 野川
  - 本間
  - 北沢旦那
- 『同級生』から
  - 桜木 舞
  - 田中 美沙
  - 仁科 くるみ
  - 相原 健二
  - 坂上 一哉
  - 間 太郎
- 『河原崎家の一族』から
  - 古手川 美佐子
  - 河原崎 麗
  - 倉田 亜栗栖
  - 南原 正明
  - 河原崎 俊介
  - 謎の老人

## 評価
本作は、美少女ゲーム雑誌BugBugの「2001年読者が選ぶ美少女ゲーム年間ランキング」の総合部門の35位、ゲーム性部門で10位、ヴォイス部門で15位、グラフィック部門で8位にランクインした。
同誌の2002年に4月号に掲載された企画「言いたいホーダイ2001年 編集部㊙座談会」にて、当時編集部に所属していた編集者の『で』は、本作がヒットした理由として、原作とは異なる姿で登場したことが反響を呼んだのではないかと推測している。